# Rudolf May (Fußballtrainer)
Rudolf „Rudi“ May (* 16. Juli 1953 in Offenbach am Main; † 7. Januar 2015 in Ludwigsburg) war ein deutscher Fußballtrainer und Fußballfunktionär.

## Karriere als Trainer und Sportlicher Leiter
Als Trainer und Sportlicher Leiter war May in der Hessenliga beim SV 1919 Bernbach, der SG 01 Hoechst und auch beim 1. FC Eschborn tätig gewesen. Darüber hinaus hat er erfolgreich als Trainer in Südafrika gearbeitet und zwischen 1999 und 2000 die U21 und A-Nationalmannschaft von Gambia betreut. May wechselte Ende Dezember 2013 zum FV Bad Vilbel, um dort deren sportliche Leitung zu unterstützen, zuvor war er in dieser Funktion beim KSV Klein-Karben tätig.
May starb 61-jährig Anfang 2015.